# Gromada Achrymowce
Gromada Achrymowce war eine Verwaltungseinheit in der Volksrepublik Polen zwischen 1954 und 1959. Verwaltet wurde die Gromada vom Gromadzka Rada Narodowa, dessen Sitz sich in Achrymowce befand und der aus 11 Mitgliedern bestand.
Die Gromada Achrymowce gehörte zum Powiat Sokólski in der Woiwodschaft Białystok und bestand aus den Gromadas Achrymowce, Litwinki, Mieieszkowce Pawłowickie, Mieieszkowce Zalesie, Cimanie und Łowczyki der aufgelösten Gmina Zalesie sowie den Gromadas Zwierzany und Sniczany der aufgelösten Gmina Sidra.
Zum 31. Dezember 1959 wurde die Gromada Achrymowce aufgelöst, die Dörfer Cimanie, Łowczyki, Litwinki, Achrymowce, Mieleszkowce Pawłowickie und Mieleszkowce Zalesiańskie sowie die Siedlung Pawłówicze kamen zur Gromada Zalesie. Die Dörfer Zwierzany und Sniczany wurden der Gromada Sidra angeschlossen.